# チアゴ・ロドリゲス・ダ・シウヴァ
モスキート (Mosquito) こと、チアゴ・ロドリゲス・ダ・シウヴァ（Thiago Rodrigues da Silva, 1996年1月6日 - ）は、ブラジル・リオデジャネイロ出身のサッカー選手。ヴィラ・ノヴァAC所属。ポジションはフォワード。

## 経歴
2009年にCRヴァスコ・ダ・ガマのユースでキャリアをスタートさせ、2012年にアトレチコ・パラナエンセに移籍。2014年、トップチームに昇格した。
2017-18シーズンより2年間のローンでアルセナルFCに加入した。

## 代表歴
ブラジル代表として各年代でプレーし、2013 FIFA U-17ワールドカップでは4得点を記録した。

## タイトル
ブラジル U-20
- トゥーロン国際大会 :  2014